# Francisco de Paula Fernández de Córdoba y Cárdenas
Francisco de Paula Fernández de Córdoba y Cárdenas (Madrid; 7 de mayo de 1763 - Madrid;  25 de mayo de 1824), XVIII conde de la Puebla del Maestre y IX marqués de Bacares fue un aristócrata español que sirvió en la Real Casa.

## Vida y familia
Era hijo de Francisco de Paula Fernández de Córdoba Pacheco, IV  marqués del Vado del Maestre y de Isabel de Cárdenas, XVII condesa de la Puebla del Maestre y VIII marquesa de Bacares.
El 15 de enero de 1789 accedió a la Regia servidumbre como Gentilhombre de la Cámara del Rey siendo asignado, en agosto, al servicio del Príncipe de Asturias Fernando y comenzando una íntima relación de amistad con él. 
Tras los sucesos de 1808 se refugia en Ceuta con su familia donde permanecerá durante toda la Guerra de la Independencia. Al regreso de Fernando VII en 1814, acude a Valencia a prestarle juramento de fidelidad y el Rey lo nombra el 10 de junio de 1815 su Sumiller de Corps interino, siendo agraciado en 1816 con la Orden del Toisón de Oro. Su esposa ocupa ese año el puesto de Camarera mayor de palacio. A la muerte del marqués de Ariza ocupa la plaza en propiedad el 12 de julio de 1820.
No será apartado en primera ronda tras el primer relevo de los servidores regios que hará el Gobierno del Trienio Liberal en 1820, pero, habiendo cooperado decididamente al golpe de Estado contra el Gobierno de 7 de julio de 1822, el Rey se verá forzado a cesarle y sustituirle por el marqués de Santa Cruz de Mudela. 
Tras el fin del Trienio se le repondrá en su puesto, en agosto de 1823, ayudando al Monarca a redactar el llamado "Decreto de Andújar", que sancionará una política de absoluto revanchismo, y apoyando las decisiones del Rey en el sentido de apartar de la servidumbre a todos aquellos acusados de liberales.
Desempeñará el cargo hasta su muerte un año después.

## Matrimonio y descendencia
Contrajo matrimonio el 21 de octubre de 1784 con Antonia Fernández de Córdoba Sarmiento, hija de los condes de Salvatierra, Grandes de España de primera clase. Con ella tuvo a:
- Francisco de Paula Fernández de Córdoba y Pacheco, que le sucedió en sus títulos en el 1850.
- Juan de Mata Fernández de Córdoba y Pacheco.
- Fausto Fernández de Córdoba y Pacheco
- María Luisa Fernández de Córdoba y Pacheco.